# Simbad
Simbad är en kulle i Antarktis. Den ligger i Sydshetlandsöarna. Argentina, Chile och Storbritannien gör anspråk på området.
Terrängen runt Simbad är huvudsakligen platt, men österut är den kuperad. Trakten är glest befolkad. Närmaste befolkade plats är Escudero Station, 6,6 kilometer sydost om Simbad. 